# Bey-sur-Seille
Bey-sur-Seille é uma comuna francesa na região administrativa de Grande Leste, no departamento de Meurthe-et-Moselle. Estende-se por uma área de 5,53 km². Em 2010 a comuna tinha 174 habitantes (densidade: 31,5 hab./km²).